# General z. b. V. im Oberkommando
General z. b. V. im Oberkommando waren zwei Dienststellen innerhalb der Wehrmacht.
Es existierten zwei unterschiedliche Dienststellen, welche einen General „zur besonderen Verwendung“ (z. b. V.) einsetzten. Eine der Dienststellen war der Luftwaffe zugeordnet, die bedeutendere aber dem Heer.

## General z. b. V. im Oberkommando des Heeres
Eine Dienststelle gab es beim Oberkommando des Heeres, welche ab Oktober 1940 neu geschaffen bis Kriegsende durch Eugen Müller besetzt war. Ihm unterstand als neue „Gruppe Rechtswesen im OKH“ die bisherige Gruppe III des Generalquartiermeisters, wodurch er die strafrechtlichen Angelegenheiten des Heeres, wie Bestätigung/Aufhebung von Kriegsgerichtsurteile oder Beurteilung von Gnadengesuchen, verantwortete.
Dem General z. b. V. im Oberkommando des Heeres war ein General z. b. V. für das militärische Schrifttum unterstellt. Diese Stelle wurde ab April 1942 durch Kurt Dittmar besetzt. Ebenso war der Leiter der Schriftleitung Wilhelm von Schramm der Dienststelle zugeordnet. U. a. die Anerkennungsurkunde des Oberbefehlshabers des Heeres wurde bei der Heereswesenabteilung beantragt.
Der Dienststelle zugewiesen waren ab der Aufstellung die Heereswesenabteilung mit den Gruppen Strafvollzug, Feldjustizverwaltung und Rechtswesen. Ab 1943 war die Gliederung der unterstellten Heereswesenabteilung:
- Chefgruppe (u. a. für Organisation, Personalangelegenheiten und Sonderaufträge des Abteilungschefs)
- Gruppe I (politische Angelegenheiten, Verbindung mit der NSDAP, Fragen der Seelsorge, Volkstumsfragen), ab März 1944 zum NS-Führungsstab des Heeres
- Gruppe II (geistige Betreuung, wehrgeistige Führung), ab März 1944 zum NS-Führungsstab des Heeres
- Gruppe III (Disziplin und Manneszucht, Kriegsgräber, Ehrenfriedhöfe, Kriegsverluste), ab März 1944 als Chef des Wehrmachtstreifendienst
- Gruppe IV (Heeresberichterstattung, Heereswerbung), seit 1943
- Gruppe V (Bearbeiten der Beiträge des Heeres zum Wehrmachtbericht, Forderungen und Anregungen für die Propaganda), seit 1943
- Gruppe Abwehr (u. a. Verbindung zum OKW/Amt Ausland/Abwehr, Abwehr des Feldheeres, Auswertung Feldpostprüfberichte)
- Gruppe Heeresfeldpolizeichef (Dienstaufsicht und fachliche Leitung der Geheimen Feldpolizei)

Im Allgemeinen Heeresamt existierte zeitgleich eine Amtsgruppe/Abteilung Heerwesen (H), welche für allgemeine Truppenangelegenheiten verantwortlich war, und welche fälschlicherweise auch als Heereswesenabteilung bezeichnet wurde.

## General z. b. V. im Oberkommando der Luftwaffe
Die deutsche Luftwaffe hatte bis 1941 eine solche Dienststelle. Sie war im Oberkommando der Luftwaffe (OKL) angesiedelt. Einziger bekannter Offizier in dieser Dienststellung bei der Luftwaffe war der Generalmajor und spätere Generalleutnant Walter Lorenz, der die Funktion vom 1. Mai 1941 bis 20. Dezember 1941 innehatte.